# Bleder See
Der Bleder See (auch Veldeser See oder Felder See; slowenisch Blejsko jezero) ist ein See in der slowenischen Region Oberkrain (Gorenjska) beim Kurort Bled am Fuße des Pokljuka-Hochplateaus. Der See liegt auf einer Höhe von 475 m. i. J.. Nach dem Ort erhielt der See seinen Namen.
Der ca. 2,12 km lange und bis zu 1,38 km breite See hat eine Gesamtfläche von 1,45 km² und eine maximale Tiefe von 30 Meter. 
Seine höchste Temperatur (im Juli und August) liegt bei circa 25 bis maximal 28 °C.

## Beschreibung

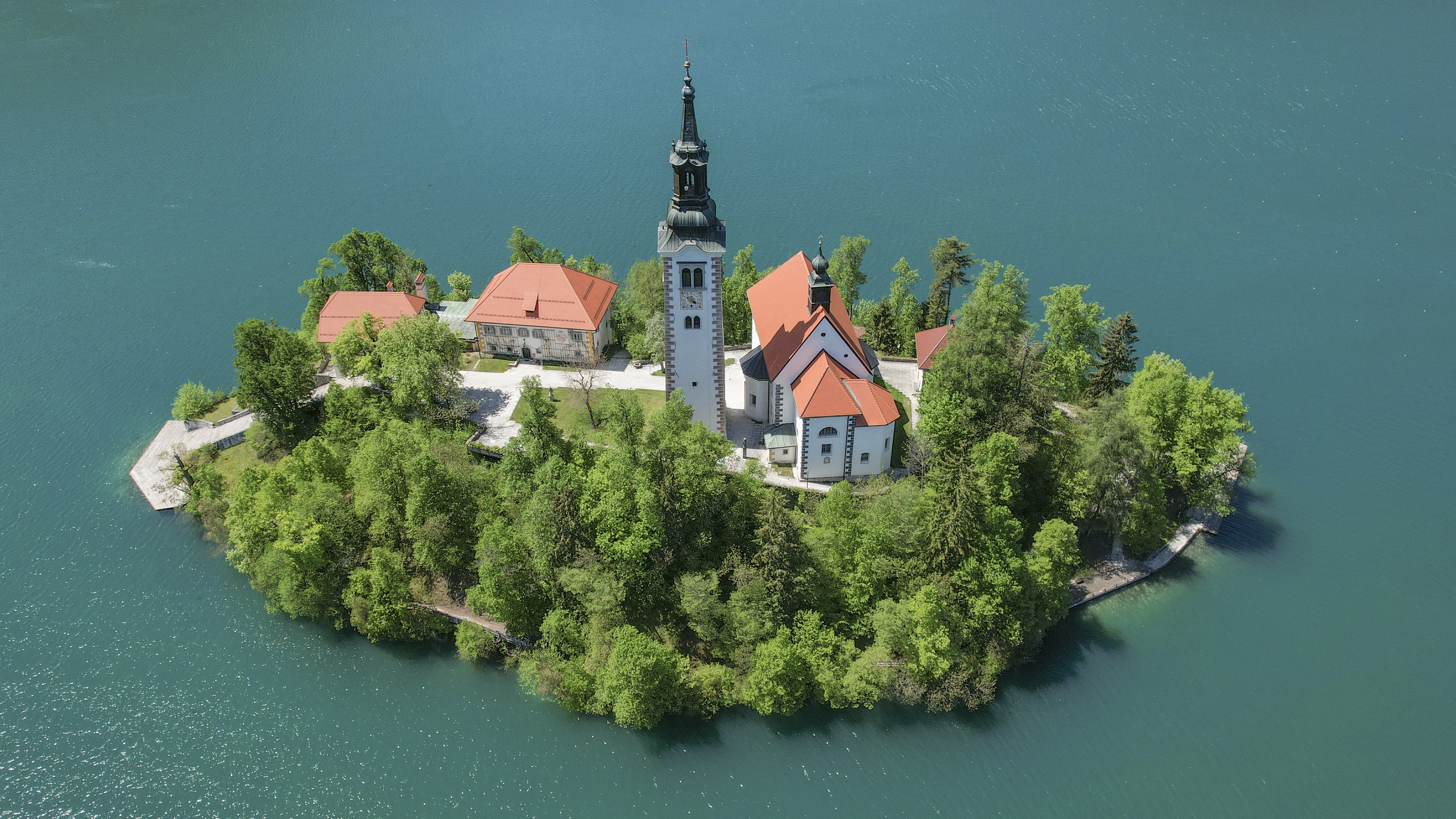
Marienkirche auf der Blejski otok (Bleder Insel)

Im See befindet sich die kleine Insel Blejski Otok mit einer bekannten Marienkirche und bedeutenden Ausgrabungen aus dem Früh- und Hochmittelalter. Sie ist die einzige Insel Sloweniens. Die Überfahrt zur Insel wird meist in einem traditionellen Holzboot angeboten, der Pletna (nicht nur terminologisch ähnlich der im Salzkammergut verwendeten Plätten). Auf der Insel leben nicht ständig Menschen.
Auf einem steil aufragenden Felsen am Nordufer thront die Burg von Bled (Blejski grad) über dem See.
Eine weitere Sehenswürdigkeit am Südwestufer ist das Schloss Grimschitz (Graščina Grimšče).
In der Tradition der Regenten des Königreiches Jugoslawien nutzte der Präsident der Sozialistischen Republik Jugoslawien, Josip Broz Tito, eine Villa am Seeufer als Sommerresidenz.
Für Touristen und Einheimische ist in Seenähe eine Sommerrodelbahn entlang eines Sesselliftes vorhanden, die vom Sommer bis zum Herbst geöffnet ist. Diese hat eine Länge von 520 m mit einem Höhenunterschied von 131 m sowie einem durchschnittlichen Gefälle von 25,2 %
Auf dem Bleder See befindet sich eine permanent eingerichtete Ruderwettkampfstrecke mit Albano-System sowie am Nordwestufer das slowenische Olympialeistungszentrum Rudern. Dort finden regelmäßig nationale und internationale Regatten statt.